# 12757 Yangtze
12757 Yangtze è un asteroide della fascia principale. Scoperto nel 1993, presenta un'orbita caratterizzata da un semiasse maggiore pari a 2,9140401 UA e da un'eccentricità di 0,0791773, inclinata di 1,05381° rispetto all'eclittica.